# Marlon Ventura Rodrigues
Marlon Ventura Rodrigues (* 21. November 1986 in Belo Horizonte) ist ein ehemaliger brasilianischer Fußballspieler. Er wurde auf der Position eines Innenverteidigers eingesetzt.

## Karriere
Marlon startete seine Laufbahn im Nachwuchsbereich von CR Flamengo. Hier machte er so auf sich aufmerksam, dass er 2003 zur U-17-Nationalmannschaft berufen wurde, um mit dieser bei der U-17-Fußball-Weltmeisterschaft 2013 anzutreten. Im Zuge des Titelgewinns stand er zwei Mal auf dem Platz.
Bei Flamengo schaffte er 2006 den Sprung in den Profikader. Sein Debüt gab Marlon in der Staatsmeisterschaft von Rio de Janeiro 2006 bei einem Spiel gegen den Nova Iguaçu FC. In dem Jahr gewann er mit Flamengo die Copa do Brasil 2006, wobei er aber zu keinen Einsätzen kam. Auch in der Folgezeit kam er über die Rolle eines Reservespielers nicht hinaus. Anfang 2008 wurde er für die Spiele in der Staatsmeisterschaft an den Ipatinga FC ausgeliehen. Zur Saison 2008/09 wurde Marlon an den griechischen Erstligisten Thrasyvoulos Fylis ausgeliehen. Nach Beendigung der Saison im April 2009 endete die Leihe und er kehrte zu Flamengo zurück. Am Ende der Meisterschaftsrunde 2009 konnte sein Klub das fünfte Mal den Titelgewinn feiern. Marlon stand nur einmal auf dem Platz. Im Treffen zuhause auf Grêmio Barueri am 22. Juli, dem 13. Spieltag, stand er in der Anfangsformation und wurde in der 78. Minute für Erick Flores ausgewechselt.
Auch in den Jahren danach spielte Marlon keine Rolle in den Kaderplanungen von Flamengo. 2010 wurde er an den Duque de Caxias FC und 2011 an Náutico Capibaribe ausgeliehen. Zu Náutico wechselte Marlon zur Saison 2012 dann vollständig, am Ende des Jahres verließ er den Klub schon wieder. Danach wurde zu einem für brasilianische Verhältnisse Wandervogel. Er zog von Klub zu Klub und blieb selten länger als für einen Wettbewerb. Meist waren dieses unterklassige Klubs, wie 2020 der Globo FC. Für diesen bestritt er in der Série D 2020 zwölf Spiele. Ende Dezember 2020 gab der FC Treze seine Verpflichtung bekannt. Im selben Jahr noch wechselte er zum EC Jacuipense und zum Saisonstart 2022 zum CA Juventus. 2023 war er im Januar für zwei Spiele beim Belo Jardim FC. Danach beendete er seine aktive Laufbahn.

## Erfolge
Flamengo
- Copa do Brasil: 2006
- Taça Guanabara: 2007
- Staatsmeisterschaft von Rio de Janeiro: 2007
- Troféu João Saldanha: 2009
- Campeonato Brasileiro de Futebol: 2009

U-17 Nationalmannschaft
- U-17-Fußball-Weltmeisterschaft: 2013